# Livno
Livno (Servisch: Ливно) is een stad en gemeente in het zuidwesten van Bosnië en Herzegovina. Het ligt in het kanton West-Bosnië in de Federatie van Bosnië en Herzegovina, tussen Tomislavgrad, Glamoč en Bosansko Grahovo.

## Geografie
Livno ligt in de Livansjko Polje, de grootste karstvlakte van Bosnië-Herzegovina, en is gelegen op 730 meter boven zeeniveau. De vlakte wordt omgeven door bergen boven 1000m, waarvan de Dinara en Kamesnica in het zuiden en de Cincar in het noorden de belangrijkste zijn. De slechts enkele kilometers lange Bistrica ontspringt in de karstrotsen ten noordoosten van de stad. 
Livno is het culturele en het industriële centrum van het kanton. Het is tevens de grootste stad in het kanton. De regio is erg schaars bevolkt.
Livno heeft een stabiel landklimaat met koude winters en warme zomers. Door de ligging ingeklemd tussen de bergen en vrijwel afgesloten van de Adriatische Zee, zijn de winters duidelijker kouder dan in bijvoorbeeld Mostar.

## Demografie

#### 1971
- Kroaten - 31.657 (75,16%)
- Bosniakken - 5.087 (12,07%)
- Serven - 4.791 (11,37%)
- Joegoslaven - 434 (1,03%)
- overig en onbekend - 149 (0,37%)

42.118 inwoners in totaal

#### 1991
- Kroaten - 29.324 (72,22%)
- Bosniakken - 5.793 (14,26%)
- Serven - 3.913 (9,63%)
- Joegoslaven - 1.125 (2,77%)
- overig en onbekend - 445 (1,09%)

40.600 inwoners in totaal

#### 2013
- Kroaten - 29.273 (85,76%)
- Bosniakken - 4.047 (11,86%)
- Serven - 438 (1,28%)
- Albanezen - 40 (0,12%)
- overig en onbekend - 335 (0,98%)

34.133 inwoners in totaal
In het stadscentrum maken de Bosniakken verhoudingsgewijs een groter deel uit van de bevolking: 2.614 Bosniakken (33%) tegenover 4.921 (62%) Kroaten (2013).

## Geboren in Livno
- Ivan Šuker (1957-2023), politicus en econoom

## Sport
De lokale voetbalclub is NK Troglav Livno.
Bekende sporters uit Livno zijn:
- Zlatko Dalić (voetballer en voetbalcoach)
- Petar Sučić (voetballer)
- Davor Šuker (voetballer)